# دوري اسطنبول لكرة القدم 1932–33

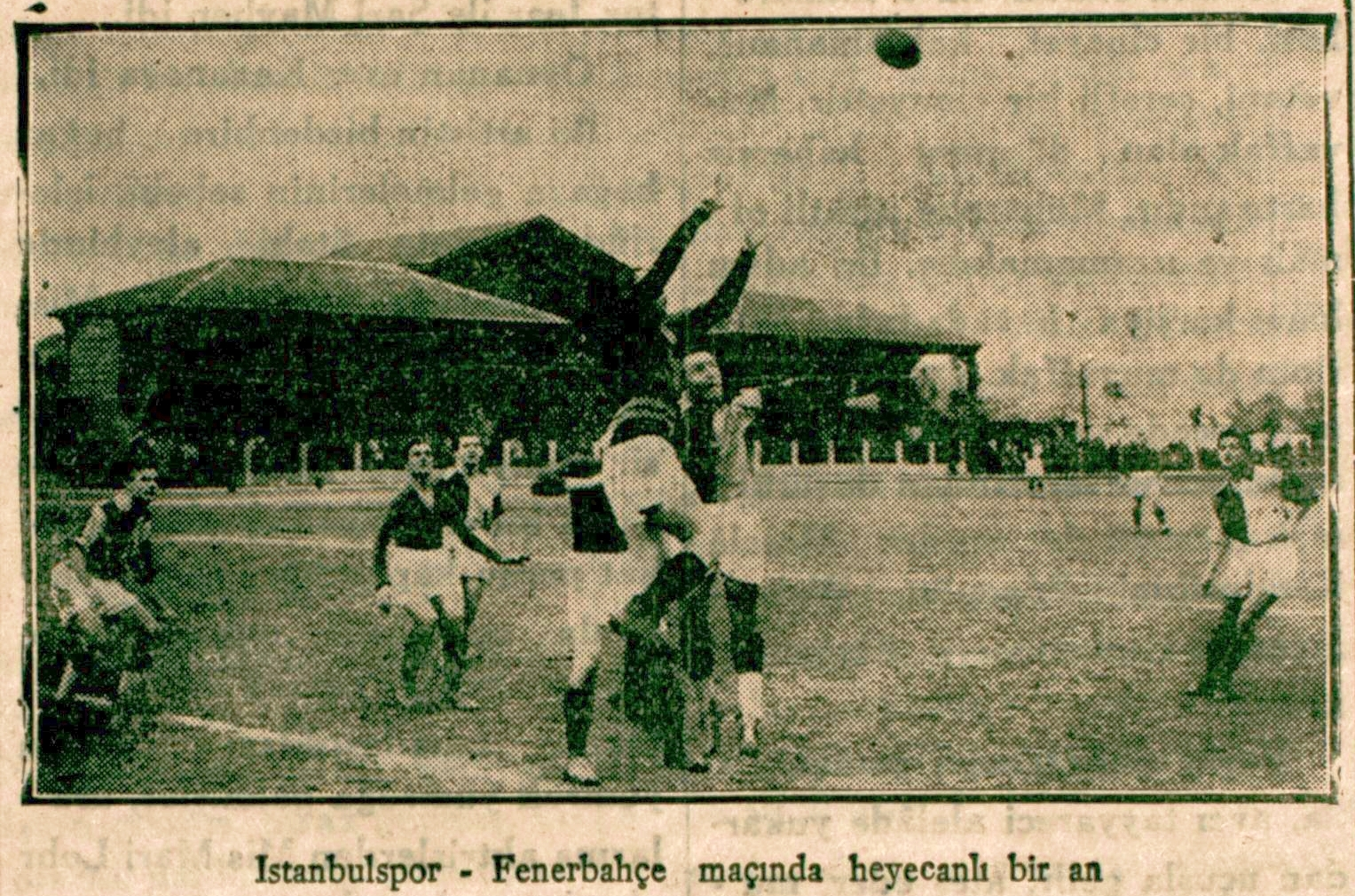
صورة قديمة للدوري التركي

دوري اسطنبول لكرة القدم 1932–33 (بالتركية: 1932-33 İstanbul Futbol Ligi)‏ هو موسم من دوري اسطنبول لكرة القدم ‏. فاز فيه نادي فناربخشه.